# LDU Quito
Liga Deportiva Universitaria, kurz LDU und in Südamerika oft Liga de Quito genannt, im deutschen Sprachraum allgemein bekannt als LDU Quito, ist ein 1930 gegründeter Fußballverein aus der ecuadorianischen Hauptstadt Quito. Höhepunkt der Vereinsgeschichte ist der Gewinn der Copa Libertadores 2008. Darüber hinaus gewann LDU die zweimal Copa Sudamericana, zweimal die Recopa Sudamericana sowie dreizehn Landesmeisterschaften.

## Geschichte
Die Geschichte des Vereins reicht bis in das Jahr 1918 zurück, als Studierende der Universidad Central del Ecuador eine Fußballmannschaft gründeten. 1930 nahm diese als Liga Deportiva Universitaria Vereinsform an und gewann bereits 1932 ihren ersten lokalen Titel. In den 1950er und 1960er Jahren gewann sie mehrfach die Nicht-Amateur-Meisterschaft der Provinz Pichincha. Einen ersten Höhepunkt der Vereinsgeschichte markieren die Jahre zwischen 1969 und 1976. 1969 gewann Liga de Quito den ersten von bisher zehn Landesmeistertiteln. 1976 erreichte die Mannschaft das Halbfinale der Copa Libertadores, das damals in zwei Gruppen zu drei Mannschaften ausgetragen wurde. Liga wurde in seiner Gruppe zweiter, hinter Cruzeiro EC aus Brasilien, und zog somit nicht ins Finale ein.
Die Zeit um die Jahrtausendwende ist eine zweite sehr erfolgreiche Periode in der Vereinsgeschichte. Im Jahr 2004 erreichte Liga das Halbfinale der Copa Sudamericana, schied aber gegen den bolivianischen Vertreter Club Bolívar aus. Im Jahr 2008 erreichte Liga erstmals das Finale der Copa Libertadores, das die Mannschaft gegen Fluminense FC nach 4:2 und 1:3 in Hin- und Rückspiel (ohne Auswärtstorregel) im Elfmeterschießen im Maracanã mit 3:1 für sich entschied. Damit wurde Liga zur ersten ecuadorianischen Mannschaft, die die Copa Libertadores gewinnen konnte und qualifizierte sich für die FIFA Klub-Weltmeisterschaft, bei der man mit einem 2:0-Sieg über den mexikanischen Vertreter Pachuca CF das Finale erreichte. Im Finale unterlag Liga jedoch dem europäischen Vertreter Manchester United mit 1:0. Die ecuadorianische Presse betonte danach, dass die Prämie der FIFA für den Zweitplatzierten (ca. 4 Mio. US-Dollar) einem Großteil des Jahresetats der Mannschaft (ca. 6–7 Mio. US-Dollar) entspreche. Im Juli 2009 gewann die Mannschaft dann gegen den Copa Sudamericana-Sieger SC Internacional aus Porto Alegre (Brasilien) mit 1:0 und 3:0 auch den südamerikanischen Superpokal.

## Stadion

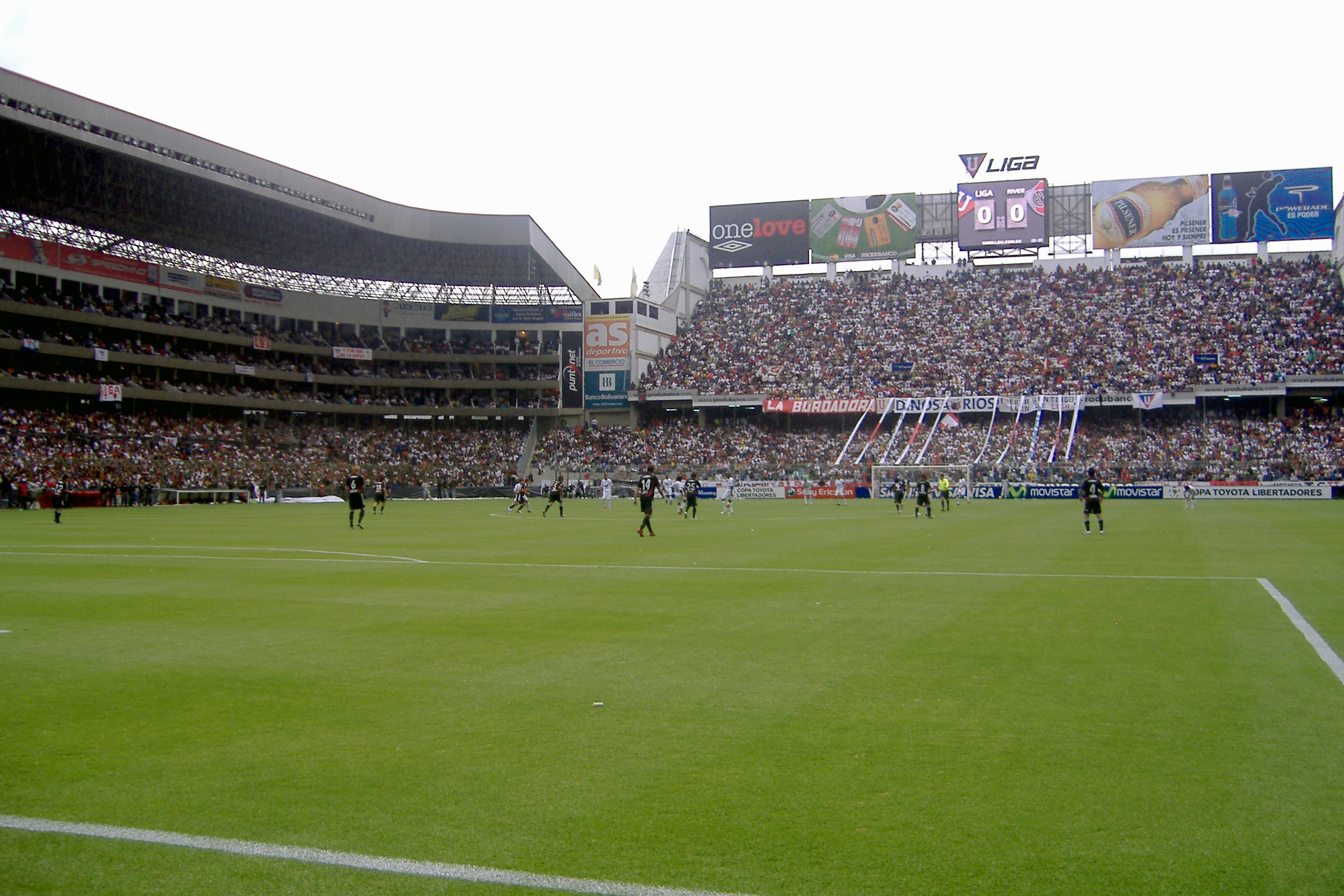
Das Casa-Blanca-Stadion in einem Spiel der Copa Libertadores 2007 gegen River Plate (Endstand 1:1)

Nachdem Liga de Quito jahrzehntelang in verschiedenen Stadien gespielt und sich zuletzt das Nationalstadion Estadio Olímpico Atahualpa mit El Nacional, Deportivo Quito und Club Deportivo Espoli geteilt hatte, wurde 1997 das eigene Stadion Estadio Rodrigo Paz Delgado (Spitzname La Casa Blanca, zu deutsch Weißes Haus, nach der vorherrschenden Clubfarbe) eingeweiht, das als eines der modernsten und stimmungsvollsten Stadien des Landes gilt. Das Stadion liegt im Norden von Quito im Stadtteil Cotocollao und hat eine Kapazität von 55.104 Plätzen, die jedoch bei internationalen Spielen wie dem Finalhinspiel der Copa Libertadores 2008 aus Sicherheitsgründen auf 42.000 beschränkt ist und daher für solche Spiele entsprechend verringert werden muss.

## Trainer
- Ondino Viera (1974)
- Manuel Pellegrini (1999–2000)
- Jorge Fossati (2003–2004, 2009)
- Edgardo Bauza (2006–2008, 2010–2014)

## Spieler
- Norberto Araujo
- Hernán Barcos
- Walter Calderón
- Renán Calle
- Jorge Guagua
- Franklin Salas
- Carlos Luna
- Carlos Espínola
- Joffre Guerrón
- / Álex Aguinaga
- Agustín Delgado
- Damián Manso
- Elkin Murillo
- José Francisco Cevallos sr.
- Ulises de la Cruz
- / Claudio Bieler
- Luis Bolaños
- Patricio Urrutia
- Christian Lara
- Roberto Palacios
- Álex Escobar
- Geovanny Espinoza
- Jacinto Espinoza
- / Ariel Graziani
- Patricio Hurtado
- Armando "Tito" Larrea
- Paul Ambrosi
- Néicer Reasco
- Diego Calderón
- Enrique Vera
- Bolívar León
- Francisco Bertocchi
- Carlos Ernesto Berrueta
- Polo Carrera Velasteguí
- Juan José Pérez
- Oscar Zubia
- Paolo Guerrero

## Erfolge
- Copa Libertadores: 2008
- Copa Sudamericana: 2009, 2023, Finalist 2011
- Recopa Sudamericana: 2009, 2010
- Ecuadorianischer Meister: 1969, 1974, 1975, 1990, 1998, 1999, 2003, 2005 (Apertura), 2007, 2010, 2018, 2023, 2024
- Interandino Meister: 1954, 1959, 1960, 1961, 1966, 1967
- Meister der Region Pichincha: 1932, 1952, 1953